# 42e Schaakolympiade

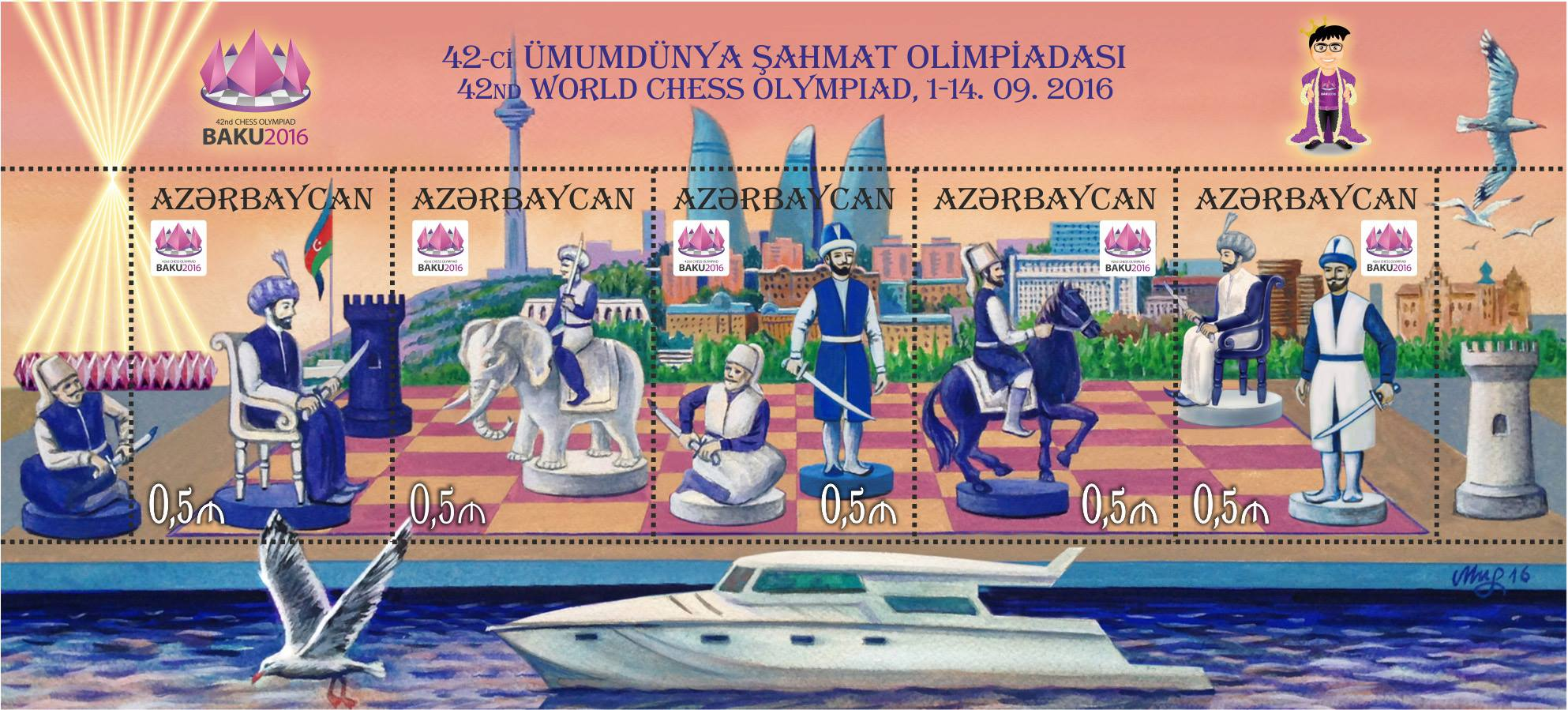
Azerbeidzjaanse postzegels met thema's uit de Schaakolympiade

De 42e Schaakolympiade, georganiseerd door de Fédération Internationale des Échecs (FIDE) en bestaande uit een open toernooi en een vrouwentoernooi, plus diverse neven-evenementen ter promotie van het schaken, werd gehouden in Bakoe, Azerbeidzjan, van 1 tot 14 september 2016. Dit was de eerste keer dat de Schaakolympiade werd gehouden in Azerbeidzjan, waar voormalig wereldkampioen Garri Kasparov is geboren.
Er waren in totaal 1587 deelnemende schakers, waarvan 894 in het open toernooi en 693 in het vrouwentoernooi. Het aantal registrerende teams was 180 uit 175 landen in het open toernooi en 142 uit 138 landen in het vrouwentoernooi. Eritrea, Kosovo en Zuid-Soedan namen voor de eerste keer deel aan het toernooi. De speellocatie was de Baku Crystal Hall. De hoofd-arbiter van de Olympiade was de Azerbeidzjaanse Internationaal Arbiter Faiq Hasanov.
Voor de eerste keer sinds de 22e Schaakolympiade in 1976 werd het open toernooi gewonnen door de Verenigde Staten. In totaal was dit de zesde keer dat zij het open toernooi wonnen. China won voor de eerste keer sinds de 31e Schaakolympiade in 1994 het vrouwentoernooi. De Oekraïense schaker Andrei Volokitin, die was ingedeeld als reservespeler, was de beste individuele speler van het open toernooi, met 8½ pt. uit 9 partijen, met de performance-rating 2992. De Russin Valentina Goenina, spelend aan het tweede bord, was de beste individuele speelster in het vrouwentoernooi, met 8 pt. uit 10 partijen, en als performance-rating 2643.

## Speellocatie

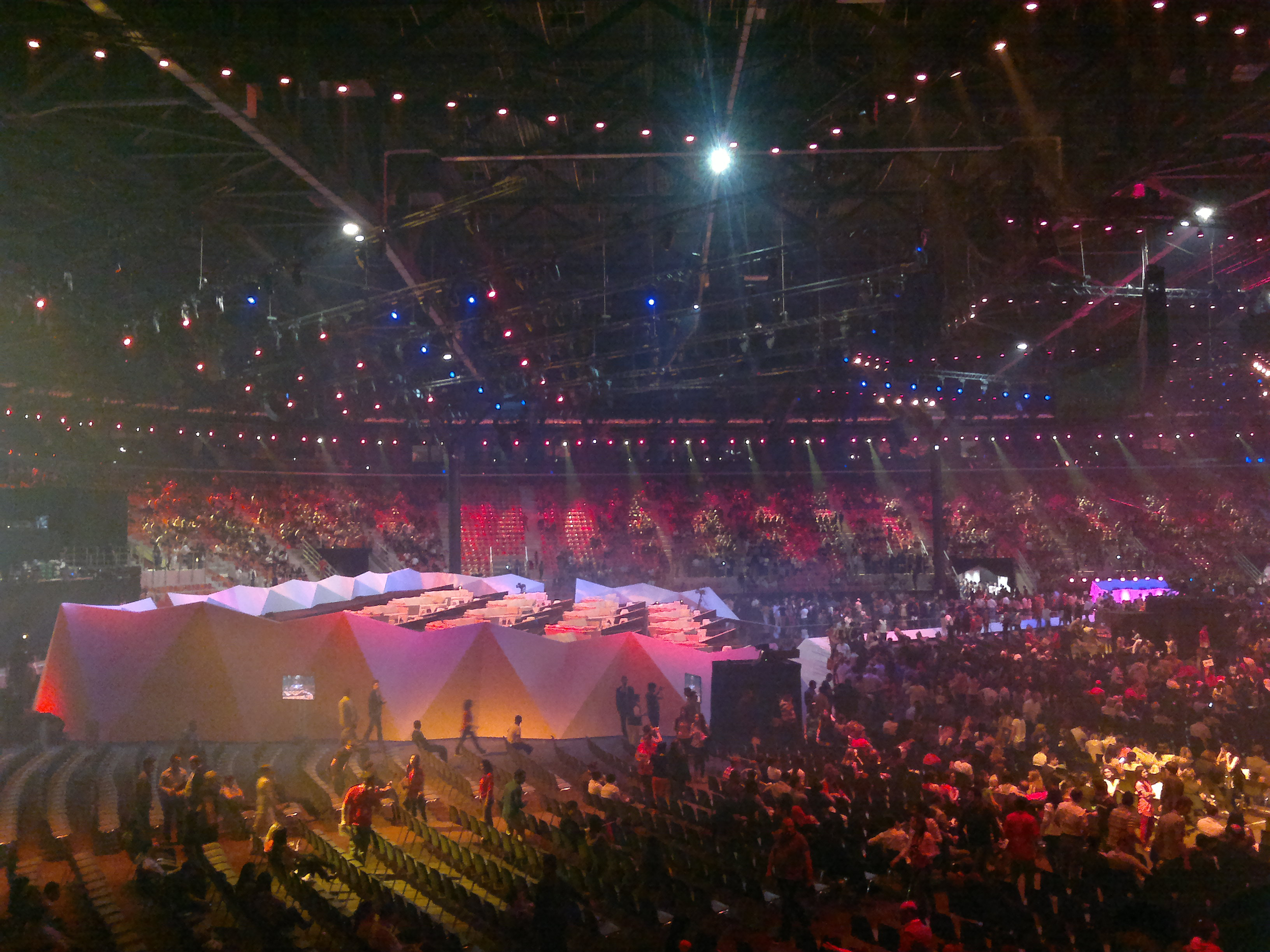
De Baku Crystal Hall tijdens het Eurovisiesongfestival 2012

De Schaakolympiade werd gehouden in de Baku Crystal Hall. Deze was gebouwd voor het Eurovisie Songfestival dat plaatsvond van 22 tot 26 mei 2012. Later in 2012 werden hier concerten gegeven door Jennifer Lopez, Shakira en Rihanna. In maart 2014 vonden hier de volleybalwedstrijden plaats tussen de vier finalisten van de 2013–14 CEV Champions League voor vrouwen. In juni 2015, tijdens de eerste editie van de Europese Spelen, vonden hier de wedstrijden boksen, karate, taekwondo, schermen en volleyball plaats.
De totale oppervlakte van het complex is 30.958 m2, de oppervlakte van de arena is 10.964 m2. In het midden is de hoogte 24 m. De arena wordt verlicht door 12.000 led-lichtpunten op 1 meter hoogte. De gang rondom de arena heeft 30 toegangspunten. De hal heeft 12.000 zitplaatsen, maar heeft ruimte voor 27.000 mensen.
Het gebouw heeft een kristalvorm, waarbij de buitenkant wordt verlicht door een enorm aantal ledlampen. Bij de bouw wilde Azerbeidzjan dat het gebouw een herkenbaar object zou worden dat een brug zou slaan tussen Azië en Europa. De ledverlichting kreeg een upgrade, waardoor er dynamisch mee kon worden gevarieerd.

## Financiering
Het budget voor de Olympiade was 13,3 miljoen euro. Circa 6,8 miljoen euro werd gebruikt voor de onderkomens van spelers en delegaties, en 1 miljoen euro ging naar de FIDE Commissie voor Wereldkampioenschappen & Olympiades en intellectueel eigendom.

## Deelnemende teams
Er hadden zich voor het open toernooi 180 teams geregistreerd, uit 175 landen, maar 10 landen kwamen niet opdagen, waardoor er 170 deelnemende teams waren. Aan het vrouwentoernooi werd deelgenomen door 134 teams uit 130 landen. Tien landen die FIDE-lid waren hadden geen team op de Olympiade. Dit waren drievoudig kampioen (2006, 2008 en 2012) in het open toernooi Armenië, en ook Bhutan, Burundi, Cambodja, Comoren, Gabon, Laos, Nauru, Salomonseilanden en Oost-Timor. De Nederlandse Antillen, hoewel sinds 2010 niet meer een bestaande entiteit, hadden toestemming om onder deze naam deel te nemen, omdat de Schaakfederatie van Curaçao bij de FIDE officieel geregistreerd blijft staan als vertegenwoordiger van het voormalige "land". Eritrea, Kosovo en Zuid-Soedan namen voor de eerste keer deel aan de Schaakolympiade. Voor het eerst werd door de volgende landen deelgenomen aan het vrouwentoernooi: Djibouti, Guam, Guyana, de Malediven, Sierra Leone en Tanzania.

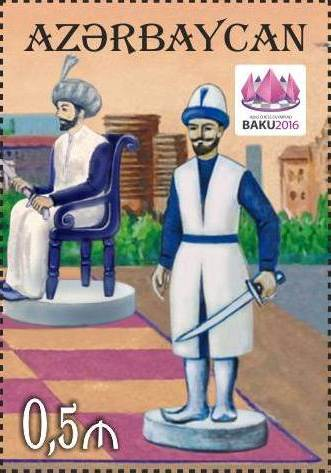
Azerbeidzjaanse postzegel uitgebracht wegens de Schaakolympiade 2016

## Wedstrijdregels
Het toernooi werd gespeeld volgens het Zwitserse systeem. Voor de eerste 40 zetten van ieder partij waren 90 minuten per speler beschikbaar, waarna 30 minuten extra beschikbaar kwamen, met een increment van 30 secondes per zet. Spelers mochten op elk moment een remise-aanbod doen. Er werden in totaal 11 rondes gespeeld, ieder team nam deel aan alle rondes.
In iedere ronde speelde ieder team aan vier borden tegen één ander team; teams mochten gebruik maken van één reservespeler die in een volgende ronde als vervanger kon worden ingezet. De vier partijen werden gelijktijdig gespeeld, per partij werd bij winst 1 punt, bij remise ½ punt gescoord. Per team werden per ronde de scores bij elkaar opgeteld om te bepalen welk team de ronde had gewonnen. Een gewonnen ronde leverde twee matchpunten op, bij gelijkspel kreeg elk team één matchpunt. Op basis van reeds behaalde matchpunten werden teams gerangschikt in een tabel, waarbij tiebreakers voor deze tabel waren: i) het Sonneborn-Berger systeem, ii) het  totaal behaalde aantal punten in de partijen, iii) de som van de matchpunten van de tegenstanders, met uitzondering van de laagste.

## Open toernooi
Voor het open tournooi hadden zich 180 teams, uit 175 landen, ingeschreven. Het organiserende land Azerbeidzjan, nam deel met drie teams. De International Braille Chess Association (IBCA), International Physically Disabled Chess Association (IPCA) en het International Chess Committee of the Deaf (ICCD) namen elk deel met één team.
Van de top 10 spelers uit de FIDE-ratinglijst (per augustus 2016) namen er acht deel aan de Olympiade. Uitsluitend ontbraken voormalig wereldkampioen Viswanathan Anand en Levon Aronian. Onder de deelnemers aan het open toernooi waren: wereldkampioen en speler met de hoogste rating ter wereld Magnus Carlsen, de uitdager in het Wereldkampioenschap schaken 2016 Sergej Karjakin en de voormalig wereldkampioenen Vladimir Kramnik en Veselin Topalov. Grootmeester Eugenio Torre was voor de 23e keer onderdeel van het team van de Philipijnen, hij had sinds 1970 in iedere Schaakolympiade gespeeld, behalve in Dresden in 2008. Bij Oekraïne ontbrak Vasyl Ivantsjoek, die voor het eerst niet meespeelde na deelname aan 14 Olympiades op rij (1988–2014) waarvan 13 keer aan het eerste bord (1990–2014). Bij Israël ontbrak voormalig wereldkampioen Boris Gelfand nadat hij 8 opeenvolgende Olympiades (2000–2014) leider van het team geweest was; hij was in conflict gekomen met het bestuur van de Israëlische schaakfederatie.

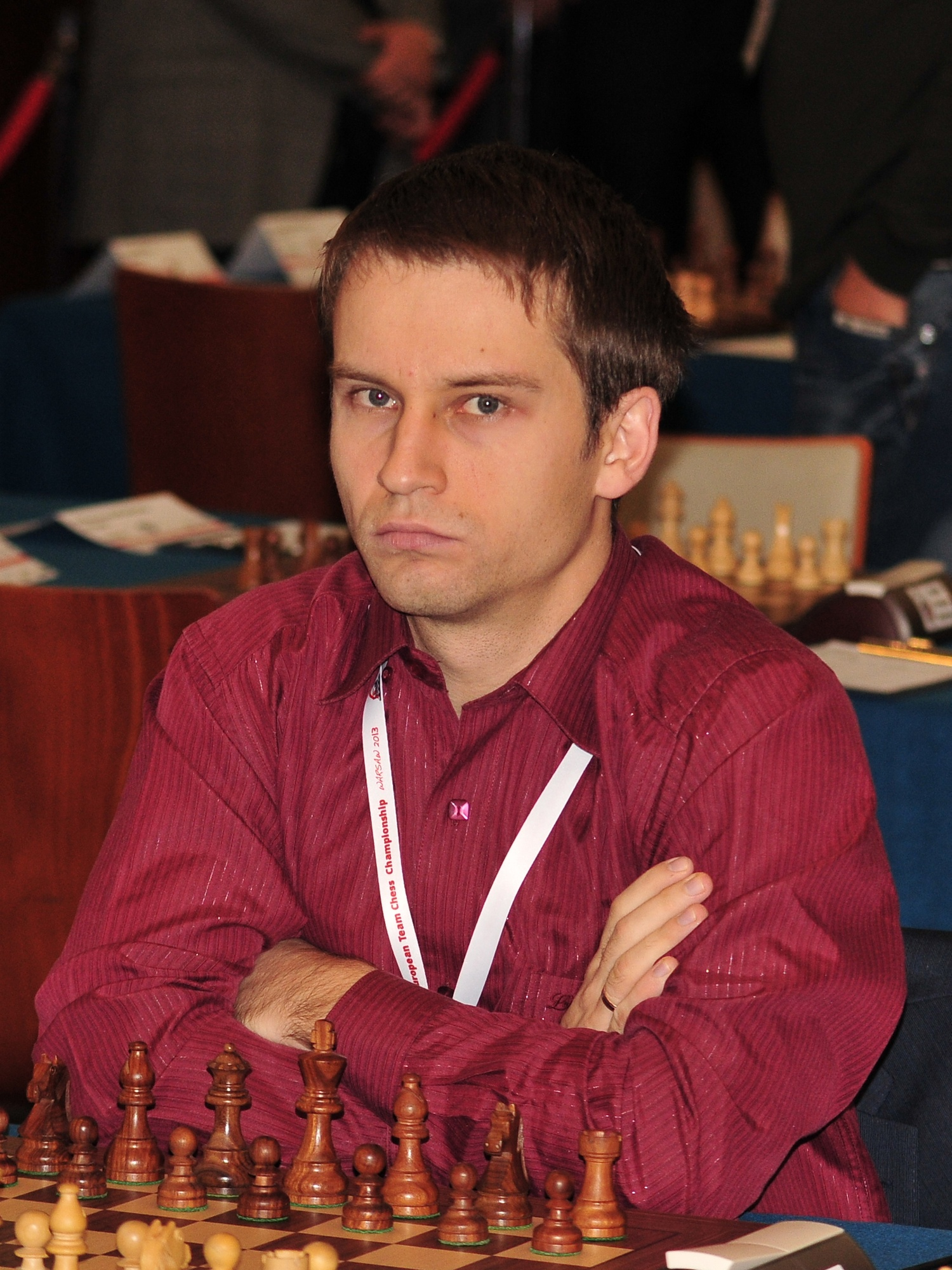
Andrei Volokitin uit Oekraïne was de beste speler in het open toernooi

Het sterkste team van het toernooi was Rusland, met een gemiddelde rating van 2760. De teamcaptain was de president van de Russische schaakfederatie en vice-president van de FIDE Andrej Filatov. Het team bestond uit wereldkampioen-uitdager Sergej Karjakin, Vladimir Kramnik, Aleksandr Grisjtsjoek, Jevgeni Tomasjevski en Ian Nepomniachtchi. Achtvoudig kampioen van Rusland en nummer 4 op de ratinglijst van Russische schakers Peter Svidler maakte geen deel uit van het team. De Verenigde Staten waren het op een na sterkste team met drie top tien spelers, Fabiano Caruana, Hikaru Nakamura en Wesley So, en verder Samuel Shankland en Ray Robson. So en Shankland hadden voorafgaand aan de Olympiade aangetoond in goede vorm te zijn na het respectievelijk winnen van de Sinquefield Cup 2016 en het Schaakfestival van Biel. Verdedigend kampioen China was naast Rusland het enige team waarvan alle spelers een rating dan 2700 hadden. De teamstelling was hetzelfde als toen ze de Olympiade wonnen, alleen was Ni Hua vervangen door Li Chao. Het eerste team van organiserend land Azerbeidzjan was nummer 4 in sterkte, met een gemiddelde rating boven de 2700. De enige wijziging in hun teamsamenstelling ten opzichte van de vorige Schaakolympiade was de vervanging van Gadir Guseinov door Arkady Naiditsch, die in vier eerdere Olympiades aan het eerste bord van het Duitse team speelde.
De Verenigde Staten won het open toernooi, dit was de eerste keer sinds de 22e Schaakolympiade (1976), en in totaal de zesde keer. Ze behaalden 9 overwinningen en 2 keer een gelijkspel, waarmee ze 20 matchpunten hadden, en samen met Griekenland de enige twee teams waren die geen match hadden verloren. Oekraïne behaalde eveneens 20 matchpunten (10 overwinningen en 1 verloren) maar behaalden vanwege de tiebreak-berekening de zilveren medaille. Rusland werd derde met 18 matchpunten. Verdedigend kampioen China behaalde 15 matchpunten en eindigde als 13e. Noorwegen, met wereldkampioen Magnus Carlsen, eindigde als vijfde, wat de hoogste plaats is die ze ooit behaalden op een Schaakolympiade. Naast China behaalden de volgende teams een lager resultaat dan was verwacht: Azerbeidzjan werd 12e, Spanje werd 31e, Nederland werd 36e, en Duitsland werd 37e.
| #  | Land             | Spelers                                                     | Gemiddelde rating | Punten | dSB   |
| -- | ---------------- | ----------------------------------------------------------- | ----------------- | ------ | ----- |
| 1  | Verenigde Staten | Caruana, Nakamura, So, Shankland, Robson                    | 2765              | 20     | 413.5 |
| 2  | Oekraïne         | Eljanov, Ponomariov, Kryvoruchko, Korobov, Volokitin        | 2704              | 20     | 404.5 |
| 3  | Rusland          | Karjakin, Kramnik, Tomasjevski, Nepomniachtchi, Grisjtsjoek | 2768              | 18     |       |
| 4  | India            | Harikrishna, Adhiban, Gujrathi, Sethuraman, Karthikeyan     | 2683              | 16     | 350.5 |
| 5  | Noorwegen        | Carlsen, Hammer, Tari, Urkedal, Getz                        | 2654              | 16     | 344.5 |
| 6  | Turkije          | Šolak, Ipatov, Yılmaz, Can, Esen                            | 2617              | 16     | 341.5 |
| 7  | Polen            | Wojtaszek, Duda, Bartel, Piorun, Świercz                    | 2685              | 16     | 331.0 |
| 8  | Frankrijk        | Vachier-Lagrave, Mazé, Édouard, Fressinet, Bauer            | 2684              | 16     | 326.5 |
| 9  | Engeland         | Adams, Howell, McShane, Jones, Short                        | 2685              | 16     | 323.0 |
| 10 | Peru             | Cordova, Cori, Vera Siguenas, Cruz, Fernández               | 2566              | 16     | 306.0 |

Noot
- De gemiddelde ratings zijn berekend door chess-results.com, uitgaande van de individuele ratings per september 2016.

De individuele "bordprijzen" werden uitgereikt op basis van performance-ratings, aan spelers die minstens 8 partijen hadden gespeeld. Reservespeler Andrei Volokitin had de beste performance van alle spelers in het toernooi.
- Bord 1:  GEO – Baadur Jobava 2926  – 8 pt. uit 10
- Bord 2:  RUS – Vladimir Kramnik 2903 – 6½ pt. uit 8
- Bord 3:  USA – Wesley So 2896 – 8½ pt. uit 10
- Bord 4:  FRA – Laurent Fressinet 2809 – 7 pt. uit 8
- Reservebord:  UKR – Andrei Volokitin 2992 – 8½ pt. uit 9

Echter, op basis van punten werd de beste score in het open toernooi behaald door de 64-jarige Eugenio Torre die zijn 23e Olympiade speelde, en 10 pt. uit 11 behaalde en een rating-performance van 2836, waarmee hij de bronzen medaille behaalde op bord drie.

## Vrouwentoernooi
Een recordaantal van 142 teams, afkomstig uit 138 landen, nam deel aan het vrouwentoernooi. Het organiserende land Azerbeidzjan nam deel met drie teams, de International Physically Disabled Chess Association (IPCA) en het International Chess Committee of the Deaf (ICCD) namen elk deel met één team.
Van de top 10 speelsters uit de FIDE vrouwen-ratinglijst (augustus 2016) namen er acht deel aan de Schaakolympiade. Alleen Humpy Koneru uit India en Kateryna Lahno uit Rusland speelden niet mee. De toenmalige wereldkampioen bij de vrouwen, tevens vrouw met de hoogste Elo-rating, Hou Yifan speelde voor China aan het eerste bord. De voormalig wereldkampioenen Antoaneta Stefanova, Aleksandra Kostenjoek, Anna Oesjenina en Maria Moezytsjoek waren ook lid van hun nationale teams.

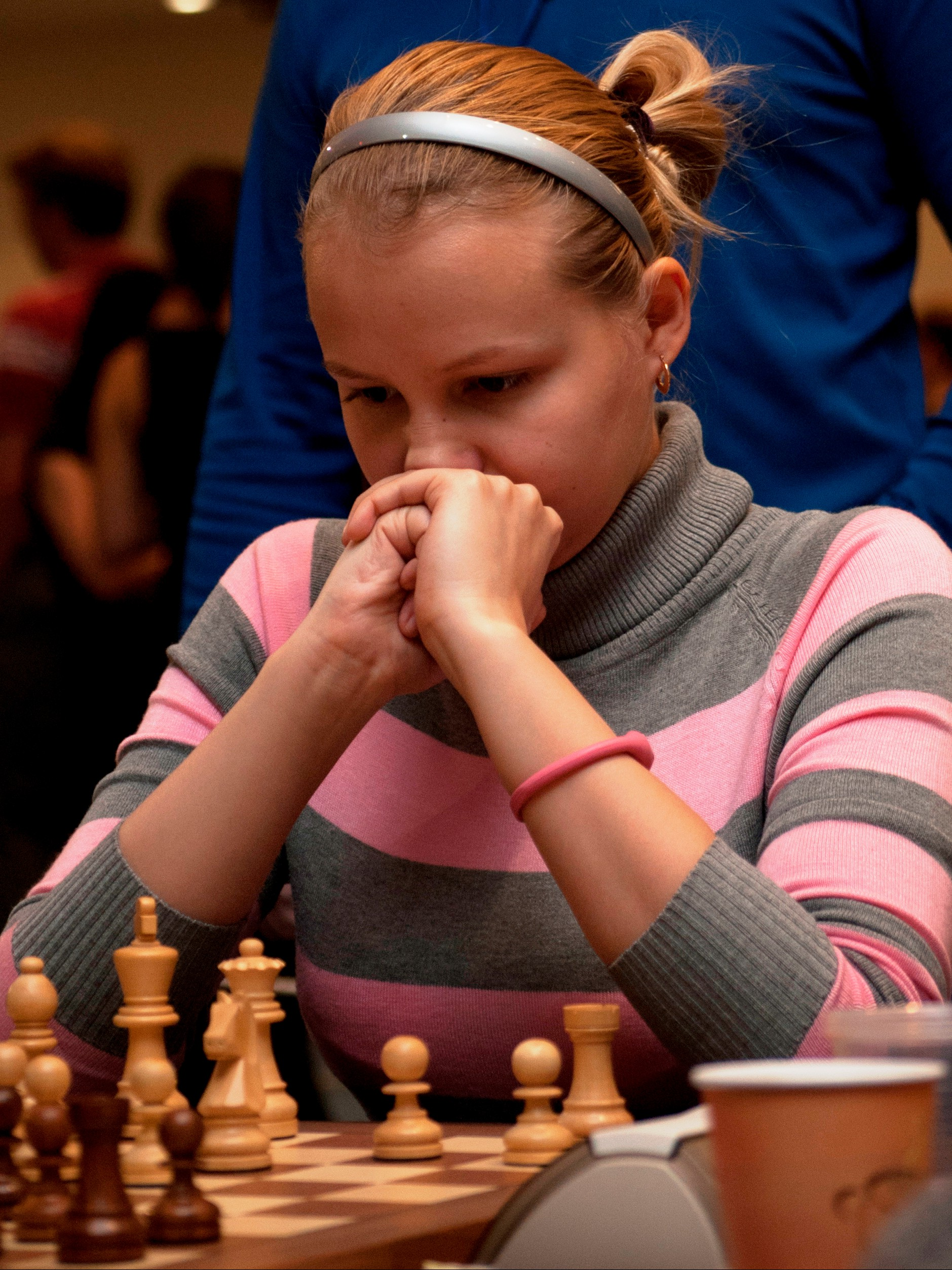
De Russin Valentina Goenina was de beste individuele speelster op het vrouwentoernooi.

Het team van China had als gemiddelde rating 2528, de hoogste van de deelnemende teams. Aan het eerste bord speelde wereldkampioen Hou Yifan, de andere teamleden waren Zhao Xue, Ju Wenjun, Tan Zhongyi en Guo Qi. De regerend kampioen Rusland had de op een na hoogste gemiddelde rating. Ten opzichte van de vorige Olympiade was in hun team Kateryna Lahno vervangen door Aleksandra Goryachkina. Oekraïne en Georgië waren de andere twee teams met een gemiddelde rating hoger dan 2400. Het Oekraïense team bevatte vier grootmeesters en twee voormalig wereldkampioenen; Anna en Maria Moezytsjoek speelden aan de hoogste twee borden, de overige speelsters waren Anna Oesjenina, Natalja Zjoekova en Inna Gaponenko. Georgië had in het team de beste individuele speelster op het vrouwentoernooi van de Schaakolympiade 2014 in Tromsø, Nana Dzagnidze, en als overige teamleden Lela Dzjavachisjvili, Nino Batsiasjvili, Bela Chotenasjvili en Salome Melia.
China won voor de vijfde keer het vrouwentoernooi, de eerste keer sinds 2004 nadat ze in de voorgaande drie Olympiades tweede waren geworden. Ze behaalden 20 matchpunten met negen overwinningen en twee keer gelijkspel. Ze eindigden drie punten boven Polen en Oekraïne die beiden 17 matchpunten behaalden. De zilveren medaille ging naar Polen omdat zij in de tie-breaker boven Oekraïne stonden. Rusland, dat de vorige drie Olympiades had gewonnen, werd nu vierde nadat in de slotronde de beslissende match om de gouden medaille werd verloren van China. Vietnam, Azerbeidzjan en Israël waren positieve verrassingen, zij eindigden respectievelijk op de zevende, achtste en negende plaats. De teams met een tegenvallende plaats in de eindranglijst waren onder andere Georgië, Bulgarije, Hongarije, Roemenië, Duitsland, Spanje en Turkije.
| #  | Land             | Spelers                                                        | Gemiddelde rating | Punten | dSB   |
| -- | ---------------- | -------------------------------------------------------------- | ----------------- | ------ | ----- |
| 1  | China            | Hou, Ju, Zhao, Tan, Guo                                        | 2560              | 20     |       |
| 2  | Polen            | Soćko, Zawadzka, Cyfka, Kulon, Wozniak                         | 2405              | 17     | 427.5 |
| 3  | Oekraïne         | A. Moezytsjoek, M. Moezytsjoek, Zjoekova, Oesjenina, Gaponenko | 2505              | 17     | 404.5 |
| 4  | Rusland          | Kostenjoek, Goenina, Goryachkina, Pogonina, Girya              | 2504              | 16     | 380.5 |
| 5  | India            | Dronavalli, Rout, Sachdev, Swaminathan, Pratyusha              | 2433              | 16     | 342.5 |
| 6  | Verenigde Staten | Krush, Paikidze, Zatonski, Němcová, S. F. Foisor               | 2406              | 16     | 332.5 |
| 7  | Vietnam          | Phạm, Hoàng, Nguyễn Thị Mai Hưng, Nguyễn Thị Thanh An          | 2307              | 16     | 328.0 |
| 8  | Azerbeidzjan     | Mamedyarova, Mammadzada, Mammadova, Hojjatova, Kazimova        | 2327              | 16     | 309.0 |
| 9  | Israël           | Shvayger, Efroimski, Klinova, Gutmakher, Lahav                 | 2309              | 16     | 307.5 |
| 10 | Georgië          | Dzagnidze, Dzjavachisjvili, Chotenasjvili, Batsiasjvili, Melia | 2486              | 15     | 356.5 |

Noot
- De gemiddelde ratings zijn berekend door chess-results.com, uitgaande van de individuele ratings per september 2016.

De individuele "bordprijzen" werden uitgereikt op basis van performance-ratings, aan spelers die minstens 8 partijen hadden gespeeld. Valentina Goenina, spelend aan het tweede bord, had de beste performance van alle spelers in het toernooi.
- Bord 1:  UKR –  Anna Moezytsjoek 2629 – 7½ pt. uit 10
- Bord 2:  RUS – Valentina Goenina 2643 – 8 pt. uit 10 (+7 =2 –1)
- Bord 3:  AZE –  Gulnar Mammadova 2559 – 7 pt. uit 9
- Bord 4:  CHN –  Tan Zhongyi 2565 – 9 pt. uit 11
- Reservebord:  CHN –  Guo Qi 2394 – 5½ pt. uit 8

## Overkoepelende titel
De Nona Gaprindasjvili-trofee wordt uitgereikt aan het land dat het hoogste aantal matchpunten behaalt als de resultaten van het open en het vrouwentoernooi bij elkaar worden opgeteld. Als twee of meer teams daarbij gelijk eindigen, wordt de tiebreak op dezelfde manier berekend als in de afzonderlijke toernooien. De trofee werd uitgereikt aan Oekraïne.
De trofee is genoemd naar Nona Gaprindasjvili, die van 1961 tot 1978 wereldkampioene was, en werd ingesteld door de FIDE in 1997. 
| # | Team             | MP |
| - | ---------------- | -- |
| 1 | Oekraïne         | 37 |
| 2 | Verenigde Staten | 36 |
| 3 | China            | 35 |

## FIDE-congres
Tijdens de Olympiade werd ook het 87e FIDE-congres gehouden. Tijdens de vergaderingen besloot de FIDE Ethiek-commissie diverse voormalige toonaangevende leden van de European Chess Union te schorsen voor iedere positie binnen de FIDE. Dit betrof onder andere voormalig ECU-voorzitter Silvio Danailov, voormalig secretaris-generaal van de ECU Sava Stoisavljević en voormalig ECU-directeur Vladimir Šakotić, die werden geschorst voor respectievelijk 18 maanden, 6 maanden en 3 jaar. Het was Danailov nog wel toegestaan zijn interne taken te vervullen als president of de Bulgaarse schaakfederatie. Zij waren allen schuldig bevonden aan het overtreden van van een regel uit de FIDE Ethische Code. In relatie met het eerdere bestuur van de ECU waren er ook strafrechtelijke aanklachten tegen Šakotić in Montenegro, tegen de voormalig president van de Servische schaakfederatie Miroslav Kopanja in Servië, en een onderzoek gericht op het voormalige bestuur van de Kroatische schaakfederatie in Kroatië. Ook stemde de European Chess Union met 37–11 voor het opschorten van het lidmaatschap van de Bulgaarse schaakfederatie.

## Neven-evenementen
Diverse evenementen werden georganiseerd ter promotie van de Schaakolympiade en van het schaken in het algemeen. Zo waren er "schaakbussen", er waren 3D-straatkunstwerken met schaken als onderwerp, er werden geschilderde schaakstukken tentoongesteld, er waren "Schaak-koningin" performances op straat, tentoonstellingen van schaak-fotografie, en er werden parallelle schaaktoernooien gehouden.

### Schaakbussen
In augustus 2016 werden twee dubbeldekker-bussen in gebruik genomen voor gebruik ten behoeve van de Olympiade, zowel tijdens het toernooi als in de voorafgaande dagen. Eind augustus ging de ingebruikname gepaard met een officiële ceremonie, waarbij leden van het Azerbeidzjaanse nationale team schaakpartijen speelden in de bussen. Gebruik van de bussen was gratis, de bussen reden naar de bekendste toeristische locaties in Bakoe. Passagiers konden in de bus een partijtje schaken en konden informatie verkrijgen over de Olympiade. 

### Straatkunst

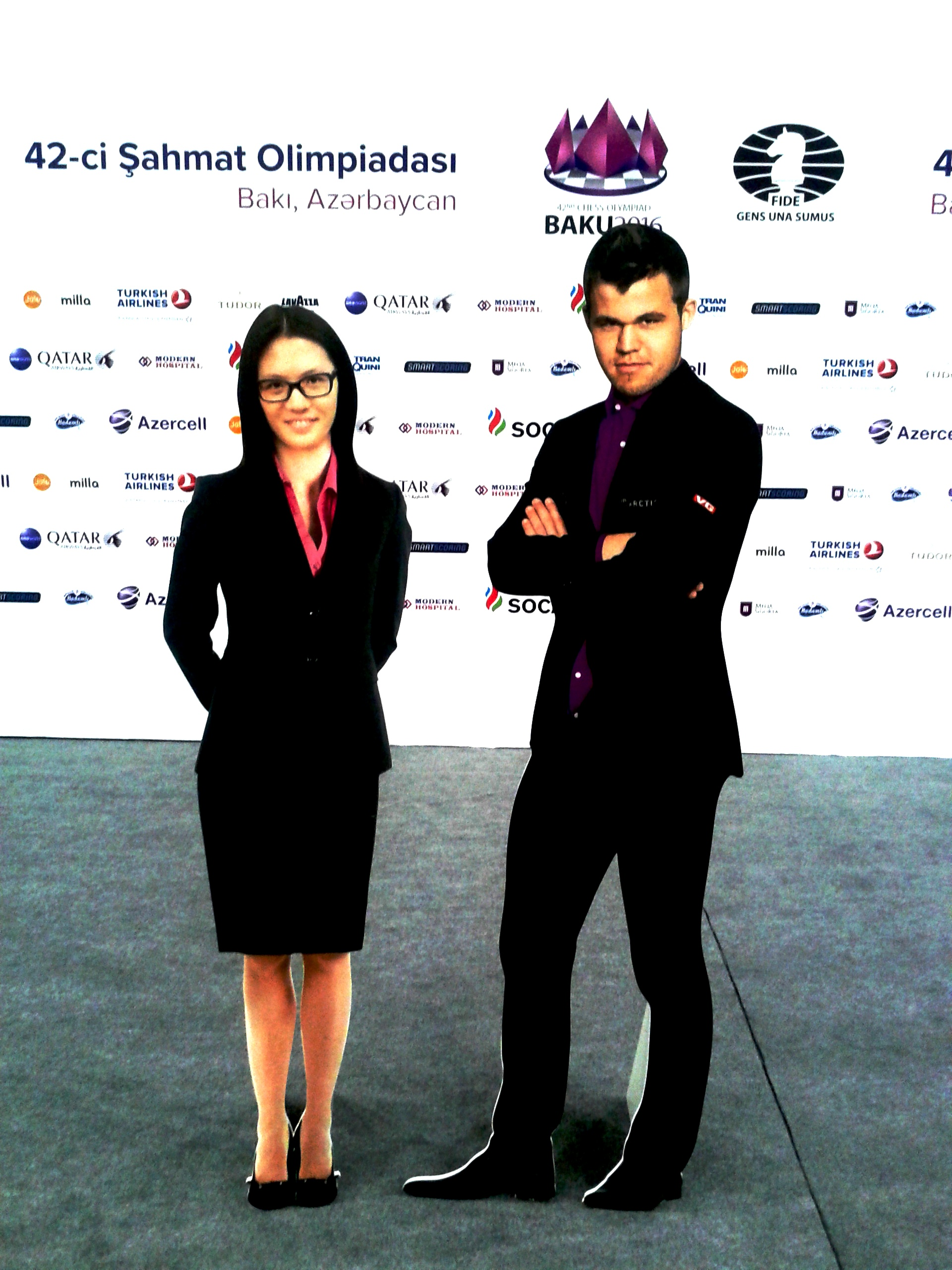
kartonnen afbeeldingen van de wereldkampioen bij de vrouwen Hou Yifan (links) en de wereldkampioen Magnus Carlsen (rechts)

De Oekraïense 3D-straatkunstenaar Alex Maksiov werd uitgenodigd een 3D-afbeelding te maken met als thema de 42e Schaakolympiade. Maksiov werkte van 24 tot 27 juli 2016 aan de afbeelding, niet ver van het Bakoe poppentheater op de "Bakoe Boulevard". De afbeelding stelde de Crystal Hall voor, waar de Olympiade gehouden werd, en een schaakbord dat op een Amerikaanse rollercoaster afdaalt in de speelzaal.
Bezoekers konden meedoen met het oplossen van schaakproblemen, op het plein met de nationale vlag. Op de "Bakoe Boulevard" stonden drie gigantische sets schaakstukken ter beschikking van bezoekers. Ook werden 1 meter hoge schaakstukken tentoongesteld, die waren beschilderd door 30 professionele artiesten. Op deze boulevard vonden ook "Chess Queen" dansen en optredens plaats. Het schaakstuk de Koningin symboliseert vrijheid van beweging.

### Parallelle toernooien
Van 1 tot 14 september werden in de Crystal Hall andere toernooien georganiseerd: een jeugdtoernooi, een rapid-toernooi voor amateurs, een rapid-toernooi voor journalisten, een rapid-toernooi voor schakers en een blitz-toernooi.

## Aandachtspunten en controverses

### 1. Valsspelen
Tegenmaatregelen
Met name gelet op het valsspelen-incident met Sébastien Feller op de 39e Schaakolympiade in 2010, in combinatie met een algemene toename van incidenten met valsspelen, werd door de FIDE gestreefd naar betere controles in Bakoe. Sommige maatregelen waren al geïntroduceerd bij de Wereldbeker Schaken 2015 (ook in Bakoe), waaronder het bij sommige partijen vertraagd publiek maken van het zettenverloop, steekproefsgewijs controleren van individuele spelers, verbod op het meenemen van pennen en horloges in de speelzaal en het installeren van elektronische controles voor spelers bij de ingang van de speelzaal.
Tijdens de voorbereidingen op de Olympiade verklaarde de voorzitter van het Anti-Valsspelen Comité van de FIDE, Israel Gelfer, dat dit probleem de laatste jaren was toegenomen, vanwege ontwikkelingen in de telecommunicatie: mobiele telefoons, horloges, en zelfs brillen. Gelfer legde uit dat het ging om de balans tussen enerzijds het uitbannen van valsspelen, anderzijds het niet creëren van een ongezonde sfeer in de schaakwereld. Naast de al gebruikelijke elektronische scans voor en na een partij, werden ook nieuwe elementen geïntroduceerd: een speciale anti-valsspelen arbiter (Klaus Deventer) met ongeveer 15 arbiters onder zijn hoede, met de mogelijkheid om tijdens iedere ronde 30 à 40 controles uit te voeren; en het verplichten van spelers om hun Match Arbiter te informeren als ze de speelzaal verlaten.
Gebrek aan maatregelen
Ondanks de genoemde protocollen, gericht op het tegengaan van valsspelen, vonden sommige deelnemers dit alles vooral een vertoning, zonder effect. Vaak hoorde men mobiele telefoons rinkelen, vooral bij de mensen rondom FIDE-president Kirsan Ilyumzhinov. Ook bleken de metaaldetectors makkelijk te omzeilen door het meegenomen object om de detector heen te laten bewegen.
Incidenten
In ronde vier werd de Japanse speler Tang Tang gediskwalificeerd nadat bij een steekproefcontrole bij het verlaten van het gebouw bij hem een elektronisch apparaat was aangetroffen. Het partij-resultaat werd van winst voor Tang omgedraaid in verlies voor hem, wat ook een wijziging van het match-resultaat betekende. De hoofd-arbiter Faiq Hasanov verklaarde dat hij was benaderd door een arbiter uit het Anti-Valsspelen Comité die hem had geïnformeerd over de kwestie. Zelf controleerde hij niet of er op het apparaat een schaakprogramma was geïnstalleerd, omdat het meenemen ervan al tegen de regels was, met een automatische diskwalificatie tot gevolg. Andere arbiters gaven later aan dat er mogelijk sprake was van twee apparaten en een snelle controle niet had aangegeven dat er een schaakprogramma was. Zonder voldoende aanwijzing voor daadwerkelijk valsspelen vond de hoofdarbiter dat meer dan een diskwalificatie voor de enkele partij een dubbele straf zou betekenen. De captain van het Japanse team GM Mihajlo Stojanović gaf later een reactie via het commentaar bij het blog van de secretaris-generaal van de Association of Chess Professionals Alex Colovik.

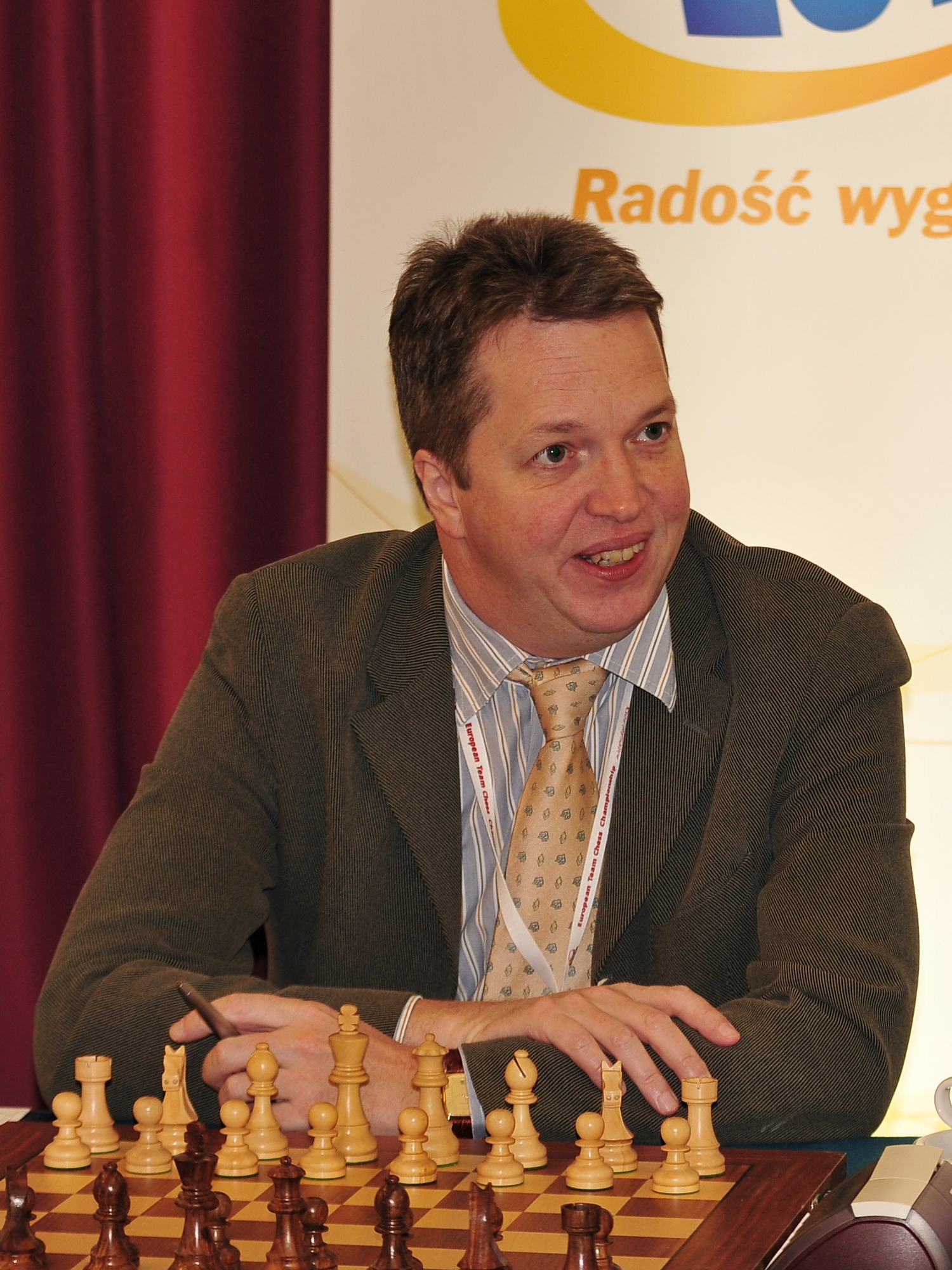
Nigel Short kreeg een officiële waarschuwing voor het weigeren tijdens een partij een controle te ondergaan

Tijdens de partij uit ronde 7 tussen Nigel Short en Li Chao, kwam Short terug van het toilet, met nog 30 minuten op de klok voor 20 zetten, en werd door een "anti-valsspelen arbiter" gevraagd om een controle ter plaatse te ondergaan met een handscanner voor elektronische apparaten. Short voldeed niet aan het verzoek en ging zitten om zijn partij voort te zetten. Na de partij gaf Klaus Deventer, hoofd van de "anti-valsspelen arbiters" Short een officiële waarschuwing. Short ging later uitgebreid in op het incident, waarbij hij zijn mening gaf dat het op deze wijze lastigvallen van een speler, zelfs als deze terugkeert van buiten de speelzaal, niet in verhouding stond tot het anti-valsspelen doel. Bij zijn eerste reactie noemde Short ook het feit dat er tussen hem en de betreffende arbiter in het verleden ook zaken waren voorgevallen, waardoor Short niet vertrouwde dat het geselecteerd worden voor de test echt afkomstig was van de hoofd-arbiter. zoals volgens de regels zou moeten. Elders in de media werd het incident enigszins gedramatiseerd; zo werd gesteld dat arbiters hem vroegen weg te stappen van het bord en een "full search" te ondergaan, terwijl hij in tijdnood was in een kritische schaakstelling.
Klachten
Er ging een petitie rond, op initiatief van o.a. Jonathan Speelman, over de verplichting de arbiter te informeren voordat de speelzaal wordt verlaten (de petitie ging met name over toiletbezoek). Aangevoerde redenen voor het protest waren: de FIDE-regel dat het toilet wordt gezien als onderdeel uitmakend van de ruimte waarin geschaakt wordt; dat het beledigend is voor spelers om lichaamsfuncties te bespreken met arbiters (en genant voor de arbiters); dat de Match Arbiter (degene die dient te worden geïnformeerd) niet altijd beschikbaar is, zodat het moeilijk is om je altijd aan de regel te houden; dat frequent toiletbezoek niet impliceert dat wordt valsgespeeld, en dat spelers dus niet kunnen worden bestraft of benadeeld voor het bezoeken van het toilet; dat de tegenstander na het zien dat een speler de arbiter informeert zou kunnen besluiten om meteen een zet te doen nadat de speler de ruimte had verlaten. Het antwoord van de hoofd-arbiter Faiq Hasanov beperkte zich ertoe dat het derde argument valide was, en dat "common sense" moest worden toegepast.
Na afloop van de Olympiade spraken diverse teamcaptains en spelers hun ergernis uit over de genomen maatregelen tegen valsspelen, met de opmerking dat de FIDE een betere balans zou moeten vinden tussen beveiligen en welbevinden. Baadoer Dzjobava nam het andere standpunt in, namelijk dat de maatregelen tegen valsspelen zouden helpen om het non-stop screaming klagen tegen te gaan over dit "hoofdpijn-dossier" voor de schaker in de 21e eeuw.

### 2. Problemen met reizen
Visums
Vanwege het geringe aantal ambassades kan het voor Azerbeidzjan lastiger zijn om visa te verkrijgen dan voor ondere landen waar een Schaakolympiade werd gehouden. Hierop is kort ingegaan bij het 83e FIDE-congres, en Azad Rahimov merkte hierbij op dat Azerbeidzjan goede ervaring had opgedaan met het Eurovisie-songfestival 2012, waar alle deelnemers bij aankomst op het vliegveld zonder problemen een visum ontvingen. Op dezelfde manaier ondertekende in april 2016 de president van Azerbeidzjan, Ilham Aliyev, een opdracht voor het versimpelen van de procedures rond visa voor reizenden naar Azerbeidzjan in verband met de Schaakolympiade, waardoor zij op de internationale vliegvelden van Azerbeidzjan een visum konden verkrijgen.
Afrikaanse teams
Een aantal Afrikaanse landen verschenen niet op tijd, om uiteenlopende redenen, zoals problemen bij het overstappen op Istanboel, en het afronden van financiële aangelegenheden (teams moesten vooruitbetalen, en ontvingen het bedrag dan later terug). De eigenaar van de website Kenya Chess Masala, tevens voormalig deelnemer aan de Olympiade namens Kenia, merkte op dat hierdoor Afrika in een kwaad daglicht wordt gesteld. Op 5 september bevestigden de organisatoren op een persconferentie dat het organiserende land de reiskosten van de armere landen zou betalen. Bhari bevestigde dat de reiskosten het belangrijkste probleem waren en meldde dat 116 van de geplande 187 deelnemende landen werden gesubsidieerd in de reiskosten, waaronder Kenia, waarvan desalniettemin de spelers in de eerste rondes niet kwamen opdagen. Hij meldde ook dat de timing van het bijdragen in de kosten een probleem was. Teams werden verondersteld zelf hun kosten te voldoen en deze dan bij aankomst vergoed te krijgen. Ook spoorde Bhari de diverse federaties aan om alvast te beginnen met de financiering van hun reiskosten voor de 43e Schaakolympiade in Batoemi in 2018. Uiteindelijk kwamen 10 Afrikaanse landen niet opdagen (Kenia, Kameroen, Mali, Ruanda, Sierra Leone, Burundi, Liberia, de Seychellen, Senegal, Centraal-Afrikaanse Republiek).

### 3. Terugtrekking van Armenië
De deelname van Armenië aan een Schaakolympiade die werd gehouden in Azerbeidzjan werd op het 83e FIDE-congres in Istanboel in 2012 besproken als een potentieel probleem, tijdens de discussie over de nominatie van Bakoe om de Schaakolympiade 2016 te orgnaiseren. De afgevaardigde van Armenië protesteerde tegen deze mogelijkheid omdat Armeense schakers het moeilijk zouden vinden om te spelen in Bakoe.
Historisch gezien was dit niet nieuw. De gespannen verhoudingen tussen Armenië en Azerbeidzjan vanwege het Nagorno-Karabach-conflict werden al langer teruggezien in de schaakwereld, resulterend in afwezigheid van spelers van een van beide landen bij toernooien die plaatsvonden in het andere land, en zelfs het verplaatsen van schaak-evenementen naar een andere locatie. Bijvoorbeeld werd het kandidatentoernooi voor het Wereldkampioenschap schaken 2012 uiteindelijk geheel verplaatst van Bakoe naar Kazan, mede vanwege het feit dat de Armeense schaker Levon Aronian onwrikbaar tegen het spelen in Azerbaijan was. Recenter had Azerbeidzjan ervoor gekozen niet deel te nemen aan het Wereldkampioenschap schaken voor landenteams in 2015, in Tsaghkadzor, en Azerbeidzjaanse schakers namen niet deel aan het Europees kampioenschap schaken 2014 in Jerevan. Echter in 2015 namen Armeense schakers, waaronder Levon Aronian, deel aan de Wereldbeker schaken in Bakoe, waardoor niet werd uitgesloten dat het team op de Olympiade zou verschijnen.
In mei 2016 verklaarde FIDE-president Kirsan Ilyumzhinov bij zijn bezoek aan Jerevan, na gesproken te hebben met de voorzitter van de Armeense Schaakfederatie Serzh Sargsyan (tevens president van Armenië), dat hij geen bericht had ontvangen dat zij zouden weigeren deel te nemen.  De vice-president van de Armeense Schaakfederatie Smbat Lputian liet hierop weten dat Armenië de kwestie nog in beraad had. In juli 2016 meldde Lputian dat het Armeense schaakteam niet zou deelnemen aan de Schaakolympiade.

### 4. Conflicten binnen Federaties
Israël verscheen zonder Boris Gelfand, Emil Sutovsky, en Ilya Smirin vanwege een conflict met het bestuur van de Israëlische Schaakfederatie. De problematiek werd al duidelijk in 2015, toen het land er niet in slaagde een team te laten deelnemen aan het Europees kampioenschap schaken voor landenteams vanwege financiële moeilijkheden. Boris Gelfand, die op negen opeenvolgende Olympiades (1998–2014) aan het eerste bord van Israël gespeeld had, verklaarde dat het bestuur van de Israëlische Schaakfederatie geen benul meer had van zaken zoals het prestige van het land. Emil Sutovsky beweerde op zijn Facebook-pagina dat het conflict niet zozeer over geld ging, maar over "wie de baas is".
Bulgarije speelde zonder Ivan Cheparinov en Kiril Georgiev, de eerste vanwege een financieel dispuut, en de tweede omdat de Bulgaarse schaakfederatie hem als geschorst aanmerkte. Bulgaarse rechtbanken concludeerden dat de schorsing niet juist was, maar tegen dat oordeel werd beroep aangetekend. Nadat de Algemene vergadering van de FIDE (hierbij de Ethische Commissie volgend) stemde voor het schorsen van de Bulgaarse Schaakfederatie als geen actie zou worden ondernomen, werd de schorsing van Georgiev opgeheven. Er was een moment sprake van dat zelfs het complete Bulgaarse team niet zou verschijnen (zoals ze ook in 2015 niet aanwezig waren op het EK landenteams), evenals Griekenland.
Een week voor de start van de Olympiade weigerde de Pakistaanse Sportraad, die te maken had met drie aparte organisaties die elk claimden de officiële nationale federatie te zijn, "No Objection Certificates" (NOCs) uit te geven. Een voordvoerder deelde mede: "We hebben geen NOCs uitgegeven aan ongeveer 15 schakers en schaaksters en twee officials, omdat wij momenteel geen van de schaakfederaties erkennen. Uitgeven van de NOCs zou betekenen dat we een niet-legale organisatie accepteren." Uiteindelijk werd deelgenomen door een team uit Pakistan (inclusief de top-spelers).
Kenia was gewikkeld in een langdurig dispuut binnen zijn schaakfederatie, en door onder andere deze reden verscheen het open team niet op de Olympiade en begon het vrouwenteam pas deel te nemen vanaf ronde 5.

## Boek
- Agaragimov, Djakhangir (2016). Pearls of Azerbaijan. Baku Chess Olympiad Operating Committee, Baku. ISBN 9788394429089.

## Externe koppelingen
Uitslagen open toernooi
- 42nd Chess Olympiad 2016 Open, www.chess-results.com

Uitslagen vrouwentoernooi
- 42nd Chess Olympiad 2016 Women, www.chess-results.com